# Ірвінг Лосано
Ірвінг Лосано (ісп. Hirving Lozano; нар. 30 липня 1995, Мехіко) — мексиканський футболіст, фланговий півзахисник американського клубу «Сан-Дієго» та національної збірної Мексики.

## Клубна кар'єра
Народився 30 липня 1995 року в місті Мехіко. Вихованець футбольної школи клубу «Пачука». Дорослу футбольну кар'єру розпочав 2014 року в основній команді того ж клубу, в якій провів три сезони, взявши участь у 120 матчах чемпіонату. Більшість часу, проведеного у складі «Пачуки», був основним гравцем команди. У 2016 році він допоміг клубу завоювати Кубок Мексики, а наступного року виграв з рідною командою Лігу чемпіонів КОНКАКАФ і став найкращим бомбардиром турніру з 8 голами та найкращим молодим гравцем.
19 червня 2017 року Ірвінг підписав шестирічний контракт з нідерландським ПСВ. 12 серпня в матчі проти АЗ він дебютував у Ередівізі. У цьому ж поєдинку Лосано забив свій перший гол за ПСВ. У своєму дебютному сезоні він став чемпіоном Нідерландів та найкращим бомбардиром клубу, забивши за команду з Ейндговена 17 голів у 29 матчах в національному чемпіонаті.
Провівши в нідерландському клубі два роки, Лосано став футболістом італійського «Наполі», якому трансфер мексиканця обійшовся у 45 мільйонів євро. У Неаполі він провів чотири сезони, протягом яких здебільшого був гравцем основного складу, взявши участь за цей час у 155 іграх усіх турнірів і забивши 30 голів.
1 вересня 2023 року за 15 мільйонів євро повернувся до ПСВ. 29 жовтня 2023 Ірвінг відзначився хет-триком в переможній грі 5–2 проти «Аякса».
Ще у червні 2024 підписав чотирирічний контракт з клубом МЛС «Сан-Дієго».

## Виступи за збірні
Протягом 2015 року залучався до складу молодіжної збірної Мексики. У її складі брав участь у чемпіонаті КОНКАКАФ серед молодіжних команд на Ямайці. В поєдинках проти кубинців, канадців, гондурасців і сальвадорців Ірвінг забив п'ять м'ячів і за підсумками змагань став їх переможцем, а також разом Роменом Голлом — найкращим бомбардиром турніру.
Влітку того ж року Лосано взяв участь у молодіжному чемпіонаті світу у Нової Зеландії. У поєдинку проти Уругваю Ірвінг забив гол.
Всього на молодіжному рівні зіграв у 8 офіційних матчах, забив 6 голів. Також захищав кольори олімпійської збірної Мексики. У її складі був учасником футбольного турніру на Олімпійських іграх 2016 року у Ріо-де-Жанейро.
11 лютого 2016 року дебютував в офіційних матчах у складі національної збірної Мексики в товариському матчі проти збірної Сенегалу (2:0). 26 березня в відбірковому матчі до чемпіонату світу 2018 року проти збірної Канади він забив свій перший гол за національну команду. Влітку того ж року поїхав з командою на Кубок Америки 2016 року в США, де зіграв у всіх чотирьох іграх.
У 2017 році Лосано взяв участь у Кубку конфедерацій у Росії, забивши гол у матчі проти господарів турніру збірної Росії. Наступного року поїхав з командою і на чемпіонату світу 2018 року, що також проходив у Росії.
За чотири роки був основним гравцем національної команди на чемпіонаті світу 2022 в Катарі.
| Дата       | Місто                 | Господарі          | Результат               | Гості             | Турнір                                   | Голи | Примітки |
| ---------- | --------------------- | ------------------ | ----------------------- | ----------------- | ---------------------------------------- | ---- | -------- |
| 11-2-2016  | Маямі                 | Мексика            | 2 – 0                   | Сенегал           | товариський матч                         | -    |          |
| 26-3-2016  | Ванкувер              | Канада             | 0 – 3                   | Мексика           | Відбір до ЧС 2018                        | 1    | 60'      |
| 1-6-2016   | Сан-Дієго             | Мексика            | 1 – 0                   | Чилі              | товариський матч                         | -    | 62'      |
| 5-6-2016   | Глендейл              | Мексика            | 3 – 1                   | Уругвай           | Копа Америка 2016 - 1 етап               | -    | 55'      |
| 9-6-2016   | Пасадена              | Мексика            | 2 – 0                   | Ямайка            | Копа Америка 2016 - 1 етап               | -    | 63'      |
| 13-6-2016  | Х'юстон               | Мексика            | 1 – 1                   | Венесуела         | Копа Америка 2016 - 1 етап               | -    |          |
| 18-6-2016  | Санта-Клара           | Мексика            | 0 – 7                   | Чилі              | Копа Америка 2016 - чвертьфінал          | -    | 46'      |
| 7-9-2016   | Мехіко                | Мексика            | 0 – 0                   | Гондурас          | Відбір до ЧС 2018                        | -    | 46'      |
| 9-10-2016  | Нашвілл               | Мексика            | 2 – 1                   | Нова Зеландія     | товариський матч                         | -    |          |
| 12-10-2016 | Бриджв'ю              | Мексика            | 1 – 0                   | Панама            | товариський матч                         | -    | 46'      |
| 12-11-2016 | Колумбус              | США                | 1 – 2                   | Мексика           | Відбір до ЧС 2018                        | -    | 73'      |
| 16-11-2016 | Панама                | Панама             | 0 – 0                   | Мексика           | Відбір до ЧС 2018                        | -    | 60'      |
| 8-2-2017   | Вітні                 | Мексика            | 1 – 0                   | Ісландія          | товариський матч                         | -    |          |
| 28-5-2017  | Лос-Анджелес          | Мексика            | 1 – 2                   | Хорватія          | товариський матч                         | -    |          |
| 9-6-2017   | Мехіко                | Мексика            | 3 – 0                   | Панама            | Відбір до ЧС 2018                        | 1    | 56'      |
| 12-6-2017  | Мехіко                | Мексика            | 1 – 1                   | США               | Відбір до ЧС 2018                        | -    |          |
| 24-6-2017  | Казань                | Мексика            | 2 – 1                   | Росія             | Кубок Конфедерацій                       | 1    |          |
| 29-6-2017  | Сочі                  | Німеччина          | 4 – 1                   | Мексика           | Кубок Конфедерацій                       | -    | 46'      |
| 2-7-2017   | Москва                | Португалія         | 2 – 1                   | Мексика           | Кубок Конфедерацій                       | -    | 61'      |
| 2-9-2017   | Мехіко                | Мексика            | 1 – 0                   | Панама            | Відбір до ЧС 2018                        | -    | 51'      |
| 6-9-2017   | Сан-Хосе              | Коста-Рика         | 1 – 1                   | Мексика           | Відбір до ЧС 2018                        | -    |          |
| 7-10-2017  | Сан-Луїс-Потосі       | Мексика            | 3 – 1                   | Тринідад і Тобаго | Відбір до ЧС 2018                        | 1    | 56'      |
| 10-11-2017 | Брюссель              | Бельгія            | 3 – 3                   | Мексика           | товариський матч                         | 2    |          |
| 13-11-2017 | Гданськ               | Польща             | 0 – 1                   | Мексика           | товариський матч                         | -    | 45'      |
| 24-3-2018  | Санта-Клара           | Мексика            | 3 – 0                   | Ісландія          | товариський матч                         | -    | 46' 78'  |
| 28-3-2018  | Арлінгтон             | Мексика            | 0 – 1                   | Хорватія          | товариський матч                         | -    |          |
| 3-6-2018   | Мехіко                | Мексика            | 1 – 0                   | Шотландія         | товариський матч                         | -    | 73'      |
| 9-6-2018   | Брондбю               | Данія              | 2 – 0                   | Мексика           | товариський матч                         | -    | 57'      |
| 17-6-2018  | Москва                | Німеччина          | 0 – 1                   | Мексика           | ЧС 2018 - 1-й етап                       | 1    | 66'      |
| 23-6-2018  | Ростов-на-Дону        | Південна Корея     | 1 – 2                   | Мексика           | ЧС 2018 - 1-й етап                       | -    | 71'      |
| 27-6-2018  | Москва                | Мексика            | 0 – 3                   | Швеція            | ЧС 2018 - 1-й етап                       | -    |          |
| 2-7-2018   | Самара                | Бразилія           | 2 – 0                   | Мексика           | ЧС 2018 - 1/8 фіналу                     | -    |          |
| 7-9-2018   | Лос-Анджелес          | Мексика            | 1 – 4                   | Уругвай           | товариський матч                         | -    | 72'      |
| 17-10-2018 | Сантьяго-де-Керетаро  | Мексика            | 0 – 1                   | Чилі              | товариський матч                         | -    | 82'      |
| 23-3-2019  | Сан-Дієго             | Мексика            | 3 – 1                   | Чилі              | товариський матч                         | 1    | 28' 82'  |
| 6-9-2019   | Іст-Ратерфорд         | США                | 0 – 3                   | Мексика           | товариський матч                         | -    | 70'      |
| 10-9-2019  | Сан-Антоніо           | Аргентина          | 4 – 0                   | Мексика           | товариський матч                         | -    | 71'      |
| 12-10-2019 | Гамільтон             | Бермудські Острови | 1 – 5                   | Мексика           | Ліга націй КОНКАКАФ 2019-2020 - 2-й етап | 1    | 72'      |
| 16-10-2019 | Мехіко                | Мексика            | 3 – 1                   | Панама            | Ліга націй КОНКАКАФ 2019-2020 - 2-й етап | -    | 66'      |
| 14-11-2020 | Вінер-Нойштадт        | Південна Корея     | 2 – 3                   | Мексика           | товариський матч                         | -    | 82'      |
| 17-11-2020 | Грац                  | Японія             | 0 – 2                   | Мексика           | товариський матч                         | 1    | 40' 81'  |
| 27-3-2021  | Кардіфф               | Уельс              | 1 – 0                   | Мексика           | товариський матч                         | -    |          |
| 30-3-2021  | Вінер-Нойштадт        | Коста-Рика         | 0 – 1                   | Мексика           | товариський матч                         | 1    |          |
| 29-5-2021  | Арлінгтон             | Мексика            | 2 – 1                   | Ісландія          | товариський матч                         | 2    | 63'      |
| 4-6-2021   | Денвер                | Мексика            | 0 – 0 д.ч. (5 – 4 п.п.) | Коста-Рика        | Ліга націй КОНКАКАФ 2019-2020 - півфінал | -    |          |
| 7-6-2021   | Денвер                | США                | 3 – 2 д.ч.              | Мексика           | Ліга націй КОНКАКАФ 2019-2020 - Фінал    | -    | 111'     |
| 4-7-2021   | Лос-Анджелес          | Мексика            | 4 – 0                   | Нігерія           | товариський матч                         | -    |          |
| 10-7-2021  | Арлінгтон             | Мексика            | 0 – 0                   | Тринідад і Тобаго | Кубок КОНКАКАФ 2021 - 1-й етап           | -    | 18'      |
| 7-10-2021  | Мехіко                | Мексика            | 1 – 1                   | Канада            | Відбір до ЧС 2022                        | -    |          |
| 10-10-2021 | Мехіко                | Мексика            | 3 – 0                   | Гондурас          | Відбір до ЧС 2022                        | 1    | 90+2'    |
| 13-10-2021 | Сан-Сальвадор         | Сальвадор          | 0 – 2                   | Мексика           | Відбір до ЧС 2022                        | -    | 27' 70'  |
| 12-11-2021 | Цинциннаті            | США                | 2 – 0                   | Мексика           | Відбір до ЧС 2022                        | -    |          |
| 16-11-2021 | Едмонтон              | Канада             | 2 – 1                   | Мексика           | Відбір до ЧС 2022                        | -    | 15' 46'  |
| 30-1-2022  | Мехіко                | Мексика            | 0 – 0                   | Коста-Рика        | Відбір до ЧС 2022                        | -    |          |
| 2-2-2022   | Мехіко                | Мексика            | 1 – 0                   | Панама            | Відбір до ЧС 2022                        | -    | 66'      |
| 24-3-2022  | Мехіко                | Мексика            | 0 – 0                   | США               | Відбір до ЧС 2022                        | -    |          |
| 27-3-2022  | Сан-Педро-Сула        | Гондурас           | 0 – 1                   | Мексика           | Відбір до ЧС 2022                        | -    | 81'      |
| 30-3-2022  | Мехіко                | Мексика            | 2 – 0                   | Сальвадор         | Відбір до ЧС 2022                        | -    | 64'      |
| 25-9-2022  | Пасадіна (Каліфорнія) | Мексика            | 1 – 0                   | Перу              | товариський матч                         | 1    |          |
| 16-11-2022 | Жирона                | Мексика            | 1 – 2                   | Швеція            | товариський матч                         | -    | 46'      |
| 22-11-2022 | Доха                  | Мексика            | 0 – 0                   | Польща            | ЧС 2022 - 1-й етап                       | -    |          |
| 26-11-2022 | Лусаїл                | Аргентина          | 2 – 0                   | Мексика           | ЧС 2022 - 1-й етап                       | -    | 73'      |
| 30-11-2022 | Лусаїл                | Саудівська Аравія  | 1 – 2                   | Мексика           | ЧС 2022 - 1-й етап                       | -    |          |
| 26-3-2023  | Мехіко                | Мексика            | 2 – 2                   | Ямайка            | Ліга націй КОНКАКАФ 2022-2023 - 1-й етап | 1    |          |
| Усього     |                       | Матчів             | 64                      |                   | Голів                                    | 17   |          |

## Титули і досягнення

### Командні
«Пачука»
- Володар Кубка Мексики: Клаусура 2016
- Переможець Ліги чемпіонів КОНКАКАФ — 2016–17

 ПСВ
- Чемпіонат Нідерландів з футболу: 2017–18, 2023–24

 «Наполі»
- Чемпіон Італії: 2022–23
- Володар Кубка Італії: 2019–20

### Міжнародні
Мексика (до 20)
- молодіжного чемпіонату КОНКАКАФ: 2015

 Мексика
- Золотий кубок КОНКАКАФ: 2019
- Срібний призер Золотого кубка КОНКАКАФ: 2021

### Індивідуальні
- Найкращий бомбардир молодіжного чемпіонату КОНКАКАФ: 2015 (5 голів)
- Найкращий бомбардир Ліги чемпіонів КОНКАКАФ: 2016–17 (8 голів)